# Milica Hrebeljanović
Milica Hrebeljanović, z domu Nemanjić (serb. Милица Немањић Хребељановић, ur. ok. 1335, zm. 11 listopada 1405) – księżna serbska, żona księcia Łazarza I Hrebeljanovicia. W latach 1389–1393 sprawowała rządy w Serbii w imieniu niepełnoletniego syna Stefana.

## Życiorys
Córka Vratka Nemanjicia, prawnuka Vukana Nemanjicia. Pochodziła z linii bocznej carskiego rodu Nemanjiciów. W 1353 r. wyszła za mąż za serbskiego władcę Łazarza I Hrebeljanovicia, który wykorzystał jej carskie pochodzenie do wzmocnienia swojej władzy. Urodziła dwóch synów i pięć córek: Stefana, Vuka, Marę, Jelenę, Draganę, Teodorę i Oliverę. Gdy 15 czerwca 1389 r. jej mąż poległ w bitwie na Kosowym Polu, podczas której Serbowie zostali pokonani przez siły osmańskie, Milica przejęła rządy. W imieniu niepełnoletnich synów, w latach 1389–1393 sprawowała faktyczną władzę w Serbii. W tym czasie oddała córkę Oliverę do haremu sułtana Bajazyda, by uchronić pozostałości księstwa. Jej decyzje polityczne pozwoliły zachować względną niezależność. W 1392 r. przeniosła szczątki męża do monasteru Rawanica; opis uroczystości pogrzebowych oraz lament wdowy nad trumną pojawiły się później w istotnych tekstach średniowiecznej literatury serbskiej. W 1393 r. władzę przejął jej syn Stefan, a Milica wstąpiła do monasteru Ljubostinja, który założyła około 1390 r. Tam przyjęła imię zakonne Eugenia i zajęła się nauką oraz tworzeniem dzieł literackich. Dwukrotnie jednak – w maju 1398 i w r. 1403 – wstawiła się za Stefanem u sułtana. Przyjaźniła się z poetką, mniszką Jefimią, która wspierała ją w sprawach politycznych. Zmarła w 1405 r.
Jak jej mąż Lazar, Milica została kanonizowana przez Serbski Kościół Prawosławny. Jest znana jako święta Eugenia (Jevgenija), czyli pod imieniem, które przyjęła w klasztorze. Jej postać pojawia się także w innych Kościołach wschodnich. Jest popularną postacią w serbskim folklorze, jedną z bohaterek mitu kosowskiego, cyklu kosowskiego oraz ludowych eposów, takich jak Budowa Rawanicy czy Car Łazarz i caryca Milica. Odwaga i mądrość Milicy były opisywane przez Grzegorza Cambłaka i Konstantyna Kosteneckiego.